# Kašasti sok
Kašasti sok (eng. smoothie) jest piće koje se priprema miješanjem različitih krutih sastojaka u kremastu tekućinu. Obično ima tekuću bazu, poput voćnog soka ili mlijeka, jogurta ili sladoleda. Mogu se dodati i drugi sastojci uključujući voće, povrće, biljno mlijeko, zdrobljeni led, sirutku u prahu ili dodatke prehrani.

## Povijest
Prodavaonice zdrave hrane na zapadnoj obali Sjedinjenih Američkih Država počele su prodavati smoothieje s izumom električnog mješača (blendera). Prvi se takav uređaj na američkome tržištu pojavio oko 1922. godine pa se tu godinu može smatrati početkom izrade smoothieja (patent br. US 1480914 S. Poplawskog iz 1922.). Stvarni izraz smoothie rabio se u receptima i zaštitnim znakovima do sredine 1980.-ih. U šezdestima Steve Kuhnau bio je nadahnut svojim radom na pićima temeljenim na sodi i počeo je eksperimentirati sa smoothiejima. Oni su mu bili alternativa običnim smoothiejima jer je bio intolerantan na laktozu. Upotrebljavao je jedinstvene mješavine voćnih sokova, povrća, proteinskog praha i vitamina. Kuhnau je brzo uspio u prodaji svojih smoothieja i osnovao Smoothie King. Smoothie King proširio se diljem Sjedinjenih Država i bio je pionir u poslovanju sa smoothiejima kao što je Jamba Juice. Smoothieji su zatim počeli mijenjati lanci brze hrane s dodatkom slađih sastojaka poput čokolade i Splenda. Od 2000-ih popularizira se njihova priprema kod kuće, dijelom kao alternativa svakodnevnoj prehrani voćem i povrćem.

## Hranjivost
Hranjivost ovisi o njegovim sastojcima i njihovim omjerima. Mnogi sokovi uključuju velike količine voća i povrća, koji se preporučuju u zdravoj prehrani i namijenjeni su zamjeni obroka. Međutim, voćni sok koji sadrži velike količine šećera može povećati unos kalorija i potaknuti debljanje. Mogu se koristiti sastojci kao što su proteinski prahovi, zaslađivači ili sladoled. .

## Vrste

### Zeleni
Vidi stranicu Zeleni kašasti sok
Obično se sastoji od 40-50% zelenog povrća (otprilike polovica), najčešće sirovog zelenog lisnatog povrća, kao što su špinat, kelj, blitva, raštika, celer, peršin ili brokula, dok su preostali sastojci uglavnom ili u potpunosti voće. Većina zelenoga lisnatog povrća ima gorak okus kada se poslužuje sirovo, ali to se može ublažiti odabirom određenoga manje gorkog povrća (npr. mladog špinata) ili miješanjem s voćem ili drugim slatkim sastojcima.

### Proteinski
Proteinski smoothie je kombinacija vode ili nekoga oblika mliječnog proizvoda, proteinskog praha, voća i povrća. Nerijetko se koriste kao proteinski dodatak za one koji žele povećati unos proteina. Proteinski smoothie poboljšava okus proteinskog praha dodavanjem voća ili drugih zaslađivača.

### Jogurt
Ovaj smoothie ima jogurt kao izvor proteina i za dodavanje kremaste teksture piću. Grčki jogurt je posebno uključen kao zgušnjivač (zbog svoje čvrste konzistencije) i kako bi se iskoristile njegove navodne zdravstvene dobrobiti.